# Стаут (Айова)
Стаут (англ. Stout) — місто (англ. city) в США, в окрузі Гранді штату Айова. Населення — 191 особа (2020).

## Географія
Стаут розташований за координатами 42°31′37″ пн. ш. 92°42′42″ зх. д. / 42.52694° пн. ш. 92.71167° зх. д. (42.526898, -92.711545).  За даними Бюро перепису населення США в 2010 році місто мало площу 0,77 км², уся площа — суходіл.

## Демографія
Згідно з переписом 2010 року, у місті мешкали 224 особи в 80 домогосподарствах у складі 65 родин. Густота населення становила 292 особи/км².  Було 84 помешкання (110/км²).
Расовий склад населення:
| - 99,6 % — білих - 0,4 % — азіатів |

До двох чи більше рас належало 0,0 %. Частка іспаномовних становила 0,9 % від усіх жителів.
За віковим діапазоном населення розподілялося таким чином: 25,4 % — особи молодші 18 років, 62,5 % — особи у віці 18—64 років, 12,1 % — особи у віці 65 років та старші. Медіана віку мешканця становила 37,2 року. На 100 осіб жіночої статі у місті припадало 107,4 чоловіків;  на 100 жінок у віці від 18 років та старших — 96,5 чоловіків також старших 18 років.
Середній дохід на одне домашнє господарство  становив 59 952 долари США (медіана — 57 750), а середній дохід на одну сім'ю — 66 657 доларів (медіана — 72 857). За межею бідності перебувало 2,1 % осіб, у тому числі 4,2 % дітей у віці до 18 років та 0,0 % осіб у віці 65 років та старших.
Цивільне працевлаштоване населення становило 83 особи. Основні галузі зайнятості: роздрібна торгівля — 25,3 %, виробництво — 25,3 %, освіта, охорона здоров'я та соціальна допомога — 15,7 %, оптова торгівля — 7,2 %.